# Hans Aumeier
Hans Aumeier, född 20 augusti 1906 i Amberg, död 28 januari 1948 i Kraków, var en tysk SS-Sturmbannführer (motsvarande major) och dömd krigsförbrytare. 

## Biografi
År 1929 blev Aumeier medlem i Nationalsocialistiska tyska arbetarepartiet (NSDAP) och 1931 i Sturmabteilung (SA). Senare sistnämnda år överflyttades han till Schutzstaffel (SS) och kom att tillhöra Reichsführer-SS Heinrich Himmlers stab.
I februari 1942 avlöste Aumeier Karl Fritzsch som Schutzhaftlagerführer i Auschwitz. Han var därtill kommendanten Rudolf Höss ställföreträdare. Aumeier införde ett drakoniskt styre och kom personligen att skjuta ihjäl lägerfångar. Aumeier tjänstgjorde även i bland annat Dachau, Flossenbürg och Buchenwald. Han var senare kommendant i bland annat koncentrationslägren i Vaivara i Estland samt i Mysen i Norge.
Aumeier greps av de allierade den 11 juni 1945. Året därpå utlämnades han till Polen och ställdes inför rätta inför Högsta nationella domstolen. Inför rätten bedyrade Aumeier att han aldrig själv dödat någon i Auschwitz samt inte haft vetskap om gaskamrarna. I december 1947 dömdes han vid Auschwitzrättegången i Kraków till döden för brott mot mänskligheten och avrättades genom hängning den 28 januari 1948.